# Подоржевка
Подоржевка — деревня на юго-западе Бежаницкого района Псковской области. Входит в состав сельского поселения Кудеверская волость.

## География
Расположена на Бежаницкой возвышенности, в 4 км к западу от деревни Бардово, в 12 км к юго-западу от волостного центра Кудеверь и в 62 км к юго-западу от райцентра Бежаницы.

## Население
Численность населения деревни по состоянию на 2000 год составляла 12 жителей.

## История
До 2005 года деревня входила в состав ныне упразднённой Бардовской волости.